# Jewrasowo
Jewrasowo (ros. Еврасово) – wieś w Rosji, w rejonie czerepowieckim obwodu wołogodzkiego. W 2010 r. liczyła 30 mieszkańców.